# Halsenbach
Halsenbach település Németországban, Rajna-vidék-Pfalz tartományban. Lakosainak száma 1287 fő (2023. december 31.). Halsenbach Boppard és Dörth községekkel határos.

## Népesség
A település népességének változása:
| Lakosok száma | 1021 | 1283 | 1306 | 1301 | 1308 | 1287 |
|               | 1975 | 2017 | 2019 | 2021 | 2022 | 2023 |